# Minions of Mirth

## Personagem
Nesse jogo você poderá criar vários personagens de diversas classes, raças e com uma variedade de armas considerável e também há eventos onde vários jogadores se juntam para matar monstros e ganhar EXP(experiência), o jogador não achara muitos grupos grandes depende da boa vontade do jogador.
Para poder ter um grupo equilibrado as qualidades e defeitos de cada.

## Companheiros da Luz ou das Trevas: Faça Sua escolha
O jogador podera escolher ser Lacaios da Luz ou Lacaios das Trevas, o jogador poderá optar por um destes lados para defender, mas cada tribo com sua respectiva classe.

## Controles
Os controles de Minions of Mirth são bem simples:
W: Você anda para frente
S: Você anda para trás
A: Você anda para a esquerda
S: Você anda para a direita
Os demais controles são descobertos nos ícones que nele aparece.